# Eotetranychus hudsoni
Eotetranychus hudsoni är en spindeldjursart som beskrevs av Miller 1966. Eotetranychus hudsoni ingår i släktet Eotetranychus och familjen Tetranychidae. Inga underarter finns listade i Catalogue of Life.